# Craig Lee

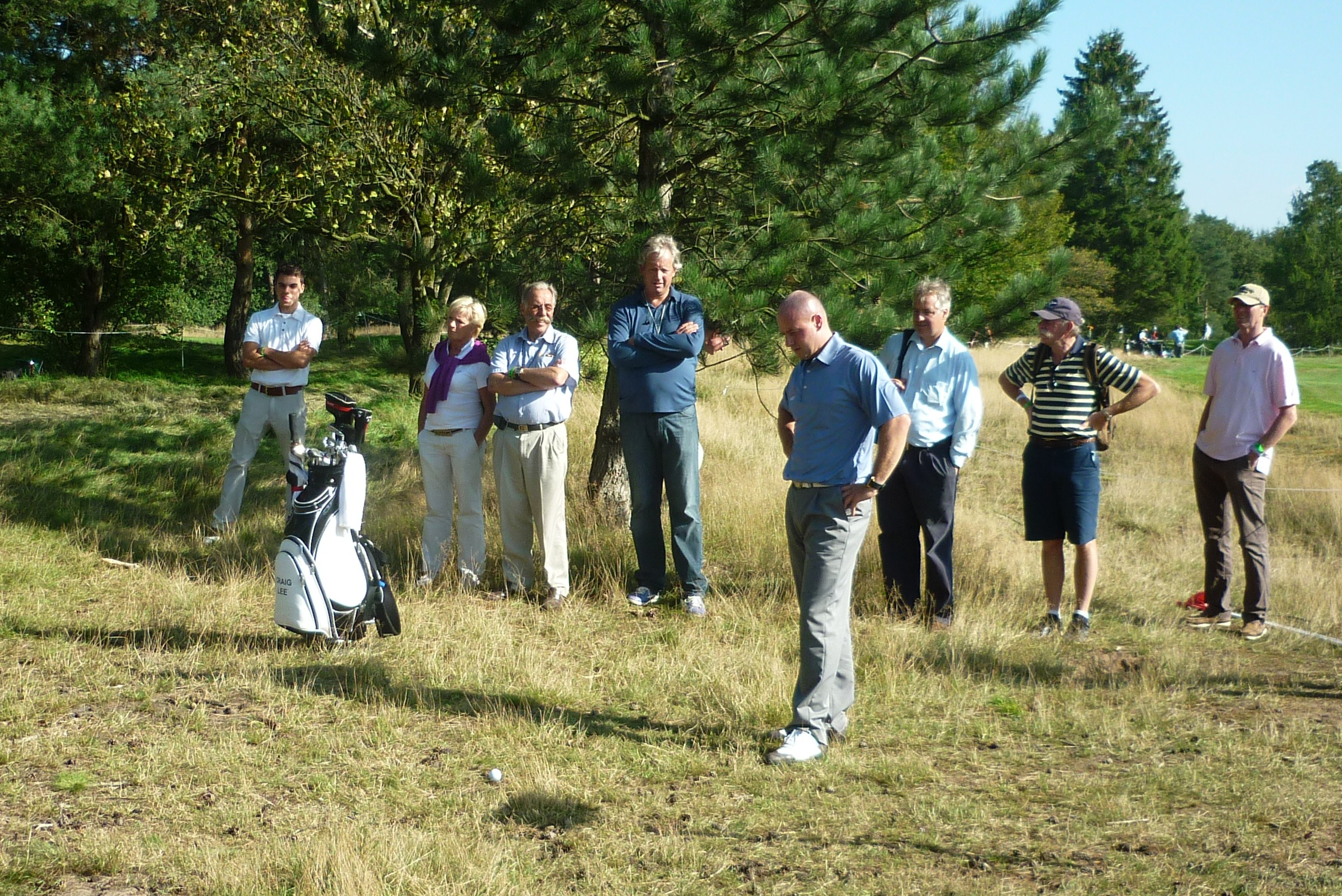
KLM Open 2012

Craig Lee (Stirling, 3 september 1977) is een golfprofessional uit Schotland. 
Als amateur was Lee scratch speler. In 1996 werd hij professional. Hij speelt vooral veel natiionale toernooien, maar ook op de EPD Tour en de Europese Challenge Tour. In 2007 haalde hij een tourkaart maar die was hij eind 2008 weer kwijt.
In de eerste zes maanden van 2011 speelde hij negen toernooien en kwalificeerde hij zich in zes daarvan voor het weekend. Zijn beste resultaat was een 6de plaats bij de Challenge de France in Disneyland.

## Gewonnen
Tartan Tour
- 2009: Northern Open (281/-7) op Spey Valley Golf

EuroPro Tour
- 2010: Dunlop Masters op Bovey Castle (192/-18)

EPD Tour
- 2009: Sueno Pines Classic (212/-4) in Turkije

Elders
- 2000: Scottish Assistants Championship
- 2011: American Golf Holiday Scottsdale Classic Pro-Am, Deer Park Masters